# Главная хоральная синагога (Ростов-на-Дону)
Главная хоральная синагога — бывшая синагога в Ростове-на-Дону.
Здание расположено по адресу: улица Баумана, дом 70. Синагога была открыта в 1868 году. После прихода советской власти здание было национализировано и перестроено. В настоящее время там размещается кожно-венерологический диспансер. Здание главной хоральной синагоги имеет статус объекта культурного наследия регионального значения.

## История
Первая временная деревянная синагога появилась в Ростове-на-Дону в 1855 году. Она располагалась между современными улицами Баумана и Ульяновской неподалёку от Ворошиловского проспекта. В 1863 году рядом был построен кирпичный молитвенный дом. Но постройка была непрочной, и в 1866 году дом снесли. В 1868 году на его месте была возведена новая двухэтажная синагога.
Авторство проекта синагоги приписывается Совицкому, коллежскому асессору и старшему городскому архитектору. Строителями синагоги были А. Г. Каплун, С. И. Фрей-шист, А. А. Данцигер. Сбор пожертвований для строительства синагоги организовал раввин Фабиан Осипович Гнесин, отец композитора М. Ф. Гнесина. Благодаря его стараниям было собрано 16 342 рублей 87 копеек.
Главная хоральная синагога была торжественно открыта 30 августа 1868 года. На церемонии присутствовал городской голова А. М. Байков. В своей речи он отметил, что ставит задачу «уравнять евреев в отношении общественного положения в городе с прочими гражданами». Официальным адресом синагоги был: Воронцовская улица, дом 78.
В 1881 году к синагоге с запада пристроили молитвенный дом, вмещавший 150 человек. В 1903 году при синагоге открылась еврейская библиотека-читальня. Кроме того, здесь располагалось училище Талмуд-Тора. Таким образом, Главная хоральная синагога стала культовым и учебным комплексом. Последним раввином синагоги до революции был М. 3. Гольденберг.
В 1924 году синагога была муниципализирована, но здание продолжало находиться в ведении еврейской общины. В середине 1935 года здание синагоги было национализировано, там разместилась кожно-венерологическая больница. Здание было существенно перестроено, в результате чего исказился его архитектурный облик. Интерьеры подверглись перепланировке, был утрачен молитвенный зал. Облик фасадов синагоги был также серьёзно искажён: старые оконные проёмы расширены и появились новые, значительная часть штукатурного декора уничтожена. Постановлением Главы Администрации Ростовской области № 411 от 9 октября 1998 года здание главной хоральной синагоги было взято под государственную охрану как объект культурного наследия регионального значения.
В 2016 году правительством Ростовской области было принято решение о возвращении здания синагоги ростовской еврейской общине.